# Grzegorz Bonin
Grzegorz Bonin (* 2. Dezember 1983 in Tczew, Polen) ist ein polnischer Fußballspieler, der im Mittelfeld vorrangig als rechter Flügelspieler eingesetzt wird.

## Karriere

### Verein
Grzegorz Bonin spielte in seiner Jugend für den unterklassigen Verein Mewa Gniew. Im Sommer 2001 wechselte er zum Fünftligisten Wisła Nowe, mit welchem er 2002 in die vierte Liga aufstieg. In der Winterpause 2003/04 wechselte er zum Drittligisten Radomiak Radom. Im Sommer 2004 schaffte er mit dem Verein den Aufstieg in die zweite Liga. Dort kam er in der Hinrunde 2004/05 zu siebzehn Einsätzen, in denen er drei Tore erzielte. Daraufhin wechselte er im Januar 2005 zum Ligakonkurrenten Korona Kielce, mit denen er im Sommer 2005 direkt in die Ekstraklasa aufstieg. Bis 2008 kam er zu dreiundneunzig Einsätzen, in denen er dreizehn Tore erzielte. Im Sommer 2008 wechselte Bonin dann zum Erstligisten Górnik Zabrze, da Korona Kielce wegen der Beteiligung an einer Korruptionsaffäre in die zweite Liga zwangsabsteigen musste. Jedoch musste er auch mit Górnik Zabrze 2009 den Weg in die Zweitklassigkeit antreten. Nach einem Jahr schaffte man im Sommer 2010 jedoch den sofortigen Wiederaufstieg. Bis zum Sommer 2011 bestritt Bonin für Górnik Zabrze achtzig Spiele und erzielte neun Tore, bevor er zum Ligakonkurrenten Polonia Warschau wechselte. Diesen verließ er jedoch schon wieder nach einem halben Jahr und nur zwölf Einsätzen und wechselte zum abstiegsbedrohten Ligakonkurrenten ŁKS Łódź. Auch hier absolvierte Bonin nur zwölf Ligaspiele, in denen er ein Tor erzielte. Nachdem ŁKS Łódź am Saisonende jedoch abgestiegen war, unterschrieb Grzegorz Bonin zur Saison 2012/13 einen Halbjahresvertrag beim Aufsteiger Pogoń Szczecin. Dort kam er zu fünf Einsätzen (ein Tor) in der ersten Mannschaft und zu vier Einsätzen in der zweiten Mannschaft. Der Vertrag wurde in der Winterpause 2012/13 nicht verlängert. Im Januar 2013 unterschrieb er dann einen Vertrag beim Ligakonkurrenten Górnik Zabrze bis zum Saisonende 2012/13.
Seit der Saison 2018/19 spielte Grzegorz Bonin beim polnischen Viertligisten Motor Lublin. Nach kurzem Wechsel in die Fünftklassigkeit 2020 konnte er, zurück in der vierten Liga, sich bei Chelmianka Chelm erneut als Stammspieler durchsetzen.

### Nationalmannschaft
Bonin debütierte am 2. Mai 2006 unter Trainer Paweł Janas für die polnische Fußballnationalmannschaft im Heimspiel in Bełchatów gegen Litauen (0:1). Dabei stand er in der Startelf, wurde jedoch in der Halbzeitpause für Radosław Sobolewski ausgewechselt. Danach wurde er jedoch nicht mehr nominiert.